# Elfriede Wnuk

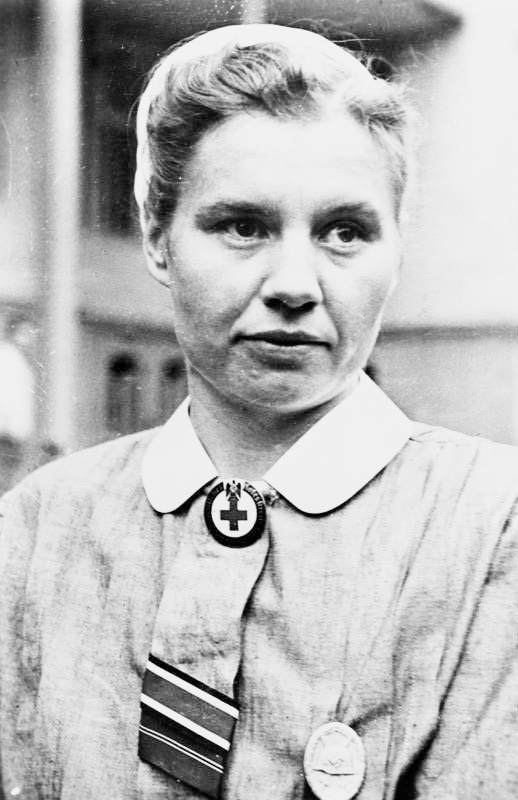
Elfriede Wnuk im September 1942

Elfriede Wnuk, verheiratete Mölk (* 15. Februar 1916 in Mingfen, damals Kreis Osterode/Ostpreußen; † 16. August 1999 in Osnabrück) war eine deutsche Rot-Kreuz-Schwester im Zweiten Weltkrieg. Als zweite Frau wurde sie nach Hanna Reitsch mit dem Eisernen Kreuz II. Klasse ausgezeichnet.

## Kriegsdienst
Wnuk leistete seit dem 1. September 1939 Frontdienst, am Deutsch-Sowjetischen Krieg nahm sie mit dem Kriegslazarett 509 nahe Orel/Orjol teil. Am 19. September 1942 wurde ihr das Eiserne Kreuz II. Klasse verliehen. Überreicht wurde es ihr von Generalarzt Willy Zillmer. Zuvor war sie im Zuge eines sowjetischen Fliegerangriffs durch Bombensplitter so schwer verletzt worden, dass ihr ein Bein amputiert werden musste.

## Nachwirkung
Bis in die heutige Zeit wird sie in einschlägiger Fachliteratur behandelt, 1962 widmete das Ostpreußenblatt ihr eine mehrteilige Serie.

## Auszeichnungen
- Eisernes Kreuz (1939) II. Klasse am 19. September 1942 als DRK-Schwester
- Verwundetenabzeichen (1939) in Silber als DRK-Schwester
- Medaille Winterschlacht im Osten 1941/42 mit Bandspange[10]